# مزار آقا
مزار آقا مربوط به دوره قاجار است و در کرمان، تقاطع خیابان امام خمینی (ره) و خیابان هفده شهریور واقع شده و این اثر در تاریخ ۱۸ اردیبهشت ۱۳۸۰ با شمارهٔ ثبت ۳۸۲۱ به‌عنوان یکی از آثار ملی ایران به ثبت رسیده است.